# Карпене, Джузеппе
Джузе́ппе Карпене́ (итал. Giuseppe Carpenè; 27 сентября 1839, Конельяно, Венеция — 6 апреля 1929, Конельяно, Венеция) — итальянский архитектор и инженер. Брат учёного-винодела Антонио Карпене, отец пианистки Эрминии Фольтран Карпене и архитектора Бернардо Карпене.
Окончил Пизанский университет. В 1866 году вместе с братом вступил в добровольческие отряды под руководством Джузеппе Гарибальди, в составе которых участвовал в Третьей войне за независимость и, в частности, в Битве при Понте-Каффаро.

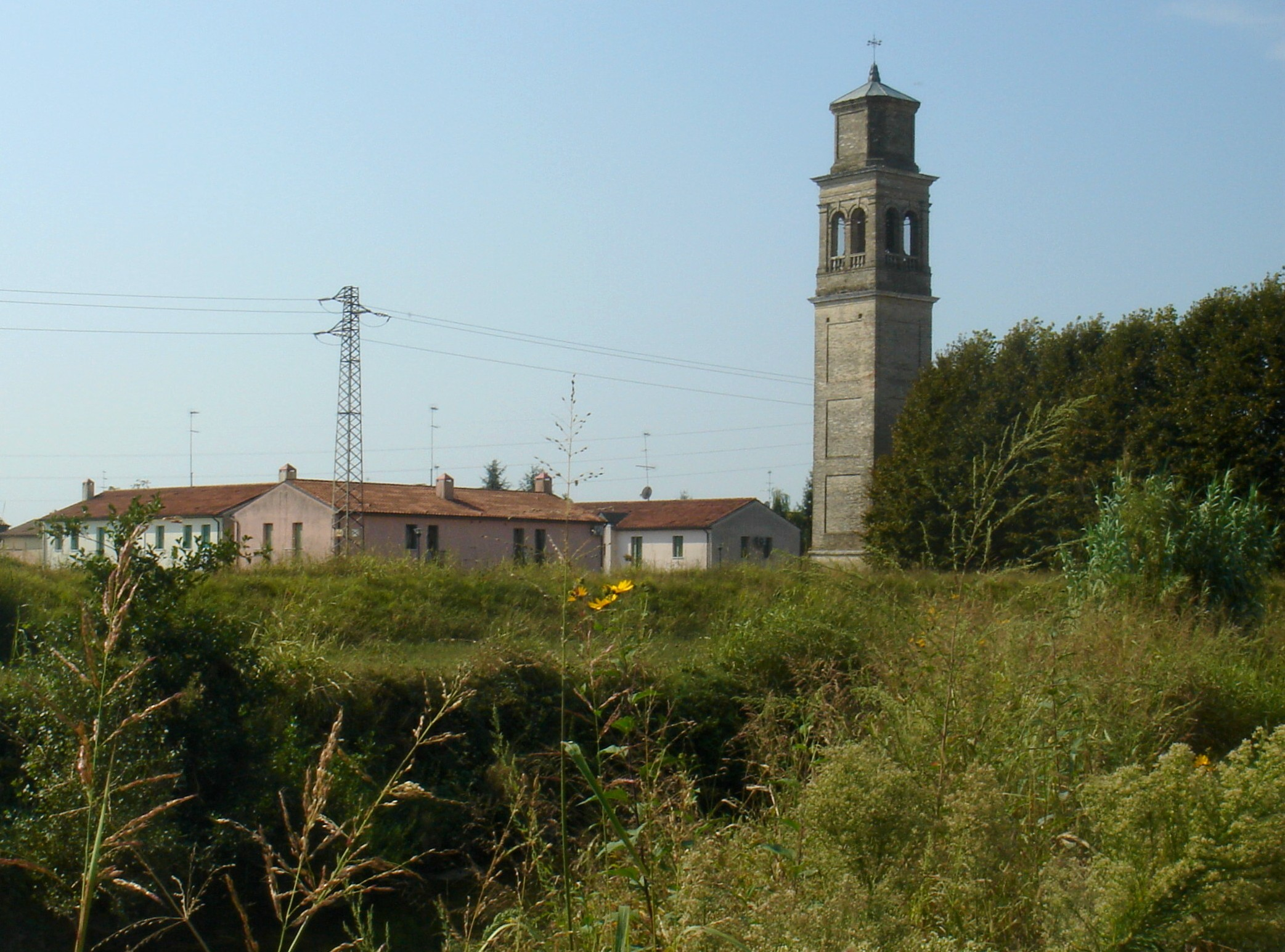
Колокольня в Сарано, отреставрированная по проекту Джузеппе Карпене

По возвращении в Конельяно занимался проектированием различных архитектурных и инфраструктурных сооружений в регионе Венето. Построил, в частности, школы в Сузегане, Марено-ди-Пьяве, Мотта-ди-Ливенца, занимался реставрацией церкви в Чизон-ди-Вальмарино и колокольни в Сарано (коммуна Санта-Лучия-ди-Пьяве). Наиболее значительной работой Карпене стала прокладка в 1914—1916 гг. дороги от Товены к перевалу Сан-Больдо.